# اس‌اس کرینالدو
اس‌اس کرینالدو (به انگلیسی: SS Corinaldo) یک کشتی است.